# Cyklistická trasa 8185

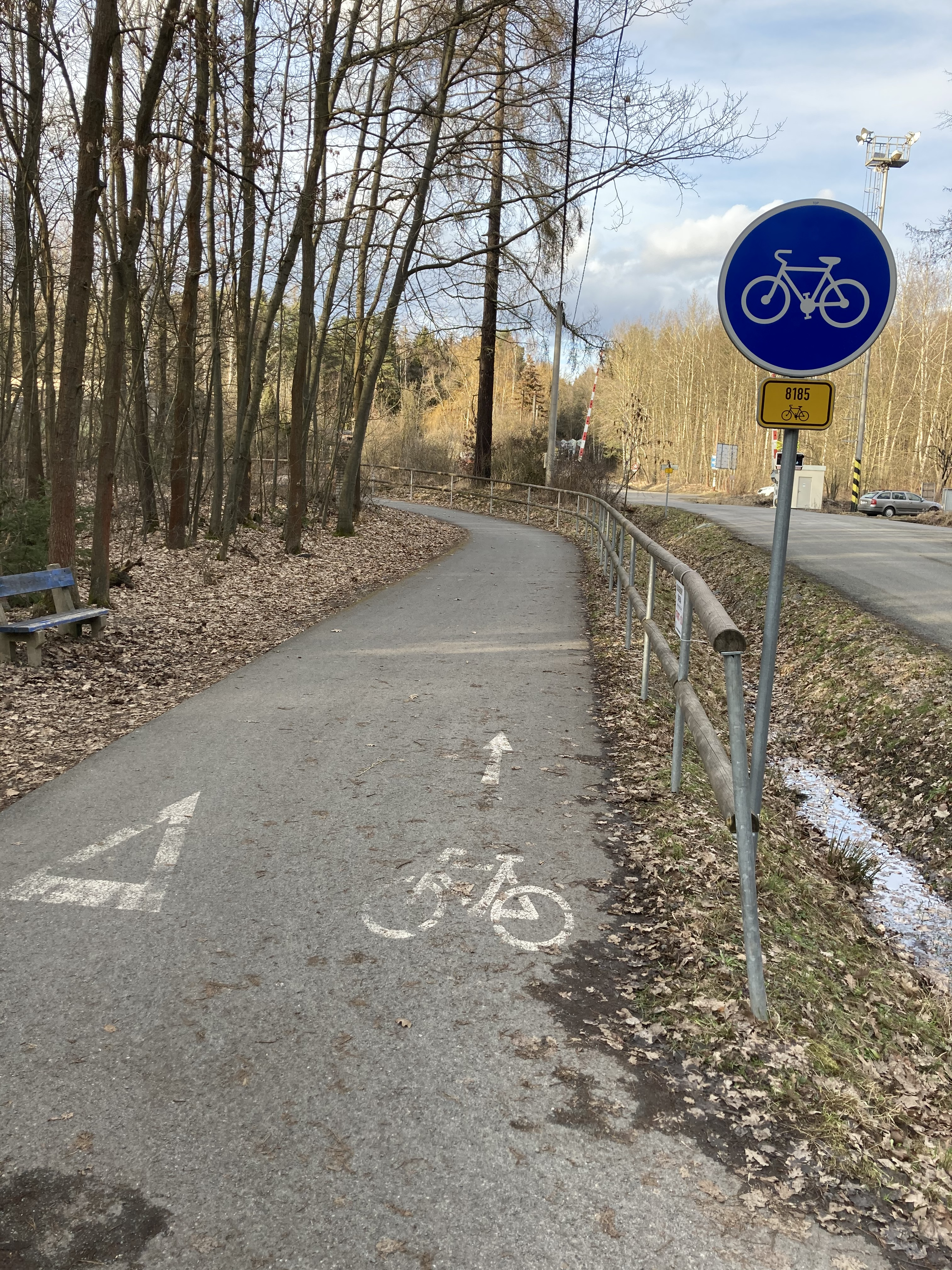
Začátek cyklostezky u nádraží Kamenné Žehrovice

Cyklotrasa 8185 vede od nádraží Kamenné Žehrovice do Lán, zčásti po cyklostezce. V úseku Srby – Tuchlovice vede po tělese zrušené železniční vlečky tuchlovického dolu. 

## Trasa
Stezka vede od nádraží Kamenné Žehrovice podél obce Srby, mezi Kamennými Žehrovicemi a Tuchlovicemi, kolem haldy z bývalého tuchlovického dolu až na Lány. Před nimi se rozdvojuje a objíždí zámecký park z obou stran, aby se za ním zase obě cesty spojily. Stezka tedy sama o sobě okruh netvoří. Úsek mezi nádražím a tuchlovickou haldou je vhodný pro bruslaře.

## Odbočky
- Kladno - Od nádraží Kamenné Žehrovice po cyklostezce 0017. Na Sletiště, Velkou Dobrou, Velké Přítočno a Kročehlavy podél kolejí, na Ostrovec, Libušín a Švermov do kopce po silnici za přejezdem.
- Srby - po speciální přípojce 8248 od nádraží Kamenné Žehrovice, od Metodova pískoviště, od sjezdu na silnici Srby-Kačice po stezce 8248 nebo od sjezdu na Kamenné Žehrovice po silnici Srby-Tuchlovice
- Kamenné Žehrovice - po polní cestě, která se napojuje (ještě jako asfaltová) mezi mosty přes silnice Srby-Kačice a Srby-Tuchlovice
- Tuchlovice, Stochov - po spojce z rozcestí Tuchlovice nebo po spojce od bývalého dolu Tuchlovice nad poli se solárními panely
- Kačice - po stezce 8248 od sjezdu u mostu přes silnici Srby-Kačice Posezení u odbočky na Tuchlovice

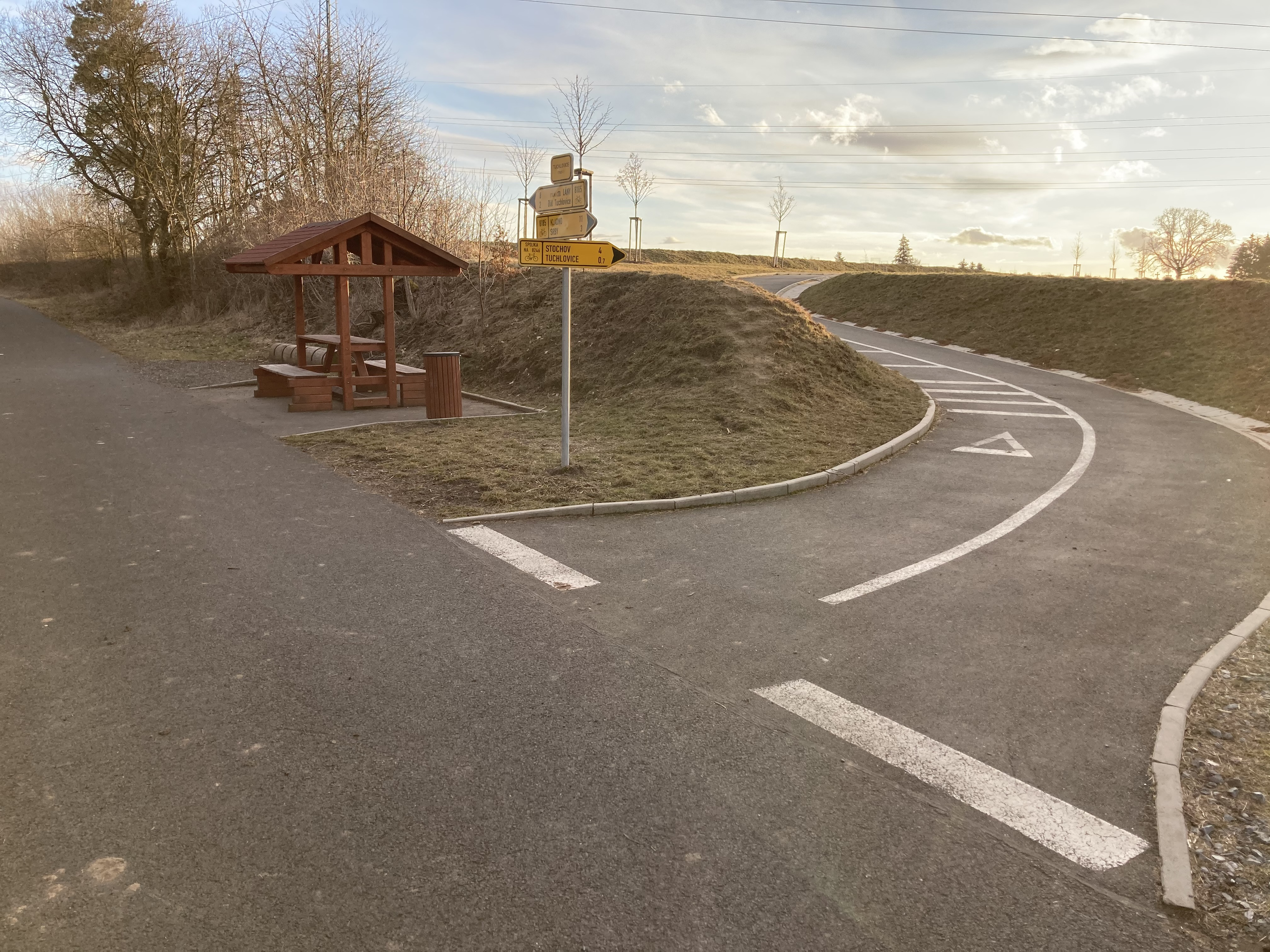
Posezení u odbočky na Tuchlovice

## Zábava na cestě
- úsek vhodný pro brusle mezi nádražím Kamenné Žehrovice a tuchlovickou haldou

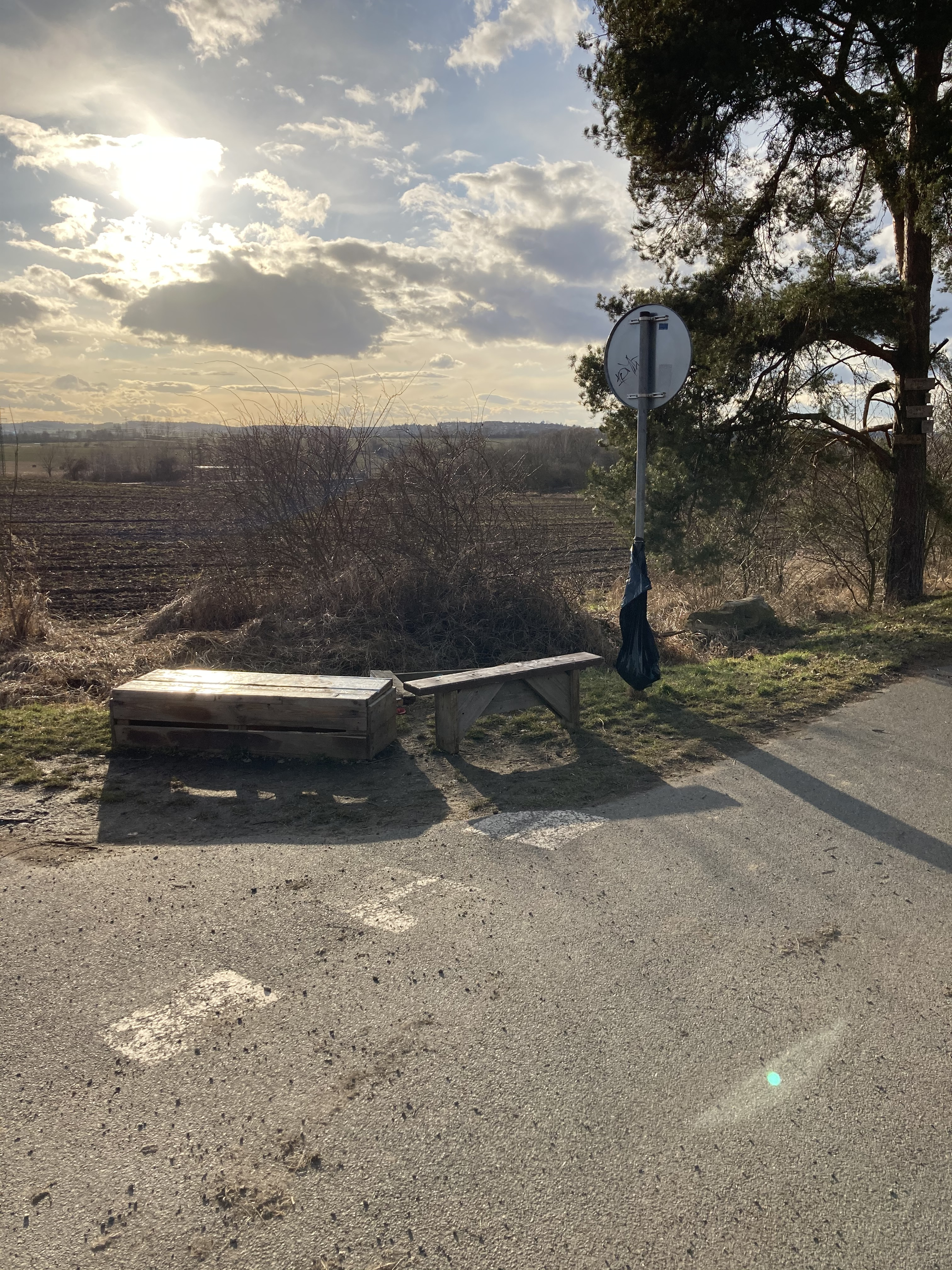
Metodovo pískoviště

- Turyňský rybník
- halda bývalého dolu Tuchlovice
- Muzeum TGM Lány
- Muzeum sportovních vozů Lány
- Zámek Lány
- Zámecká zahrada Lány
- Metodovo pískoviště

## Náročnost
Cyklostezka není náročná, povrch je od nádraží až k lesu před Lánami asfaltový. Odtamtud je ale z jedné strany kolem zámeckého parku cyklostezka v mokrém počasí na silničním kole téměř nesjízdná. Od sjezdu na Kačici k bývalému dolu Tuchlovice je mírně do kopce.